# 검은두건랑구르
검은두건랑구르 (Semnopithecus johnii) 또는 닐기리랑구르는 구세계원숭이의 일종으로 회색랑구르의 하나이다. 이전에는 루뚱원숭이속(Trachypithecus)으로 분류했으나, 현재는 회색랑구르속(Semnopithecus)으로 분류하고 있다. 인도 남부, 서 가트의 닐기리 언덕에서 발견된다. 또한 이들의 분포는 카르나타카의 코다구, 타밀 나두의 팔라니 언덕 그리고 케라라 내의 여러 구릉 지대를 포함하고 있다. 이 영장류는 몸에는 광택이 흐르는 검은 색의 털을, 머리에는 황금빛의 다갈색 털을 지니고 있다. 크기는 서로 비슷하며, 회색랑구르처럼 긴 꼬리를 지니고 있다. 암컷은 넓적다리에 흰 반점의 털이 나 있다. 5마리에서 16마리까지 무리를 형성하여 생활한다. 이 원숭이는 경작지를 침범하는 것이 종종 목격되곤 한다. 먹이는 과일과, 새싹 그리고 나뭇잎으로 구성되어 있다. 이 종은 숲이 사라져 가고, 모피와 고기를 얻기 위해 밀렵이 되고 있기 때문에 멸종 위험에 놓여 있으며, 고기는 최음제 성분이 들어 있는 것으로 여겨지고 있다.